# Gericht der Wehrmachtskommandantur Berlin
Das Gericht der Wehrmachtskommandantur Berlin (auch Gericht der Wehrmacht-Kommandantur Berlin, teilweise auch Gericht der Kommandantur Berlin, als GWKB abgekürzt) war ein Teil der Wehrmachtjustiz in der Zeit des Nationalsozialismus. Es existierte vom 1. Januar 1934 bis zur Befreiung Berlins bzw. Wiens im April 1945. Das Gericht war für ein komplexes Set an Tatbeständen eines bestimmten Personenkreises zuständig, insbesondere auch für politische Vergehen. Aus dem Gericht der Wehrmachtskommandantur Berlin ging 1944 das Zentralgericht des Heeres hervor, ohne es zu ersetzen. Das Gericht der Wehrmachtskommandantur Berlin war im Vergleich zu sonstigen Gerichten der Wehrmacht ein sehr großes Gericht mit großem Verfahrensanfall und besaß Außenstellen in großen Städten des NS-Staates. Die Urteile des Gerichts wurden in den meisten europäischen Ländern durch Rehabilitierungsgesetze aufgehoben, so etwa in Deutschland und Österreich.

## Geschichte
Es ist auf Basis der generellen Geschichte der Wehrmachtjustiz anzunehmen, dass das Gericht der Wehrmachtskommandantur Berlin mit 1. Januar 1934 eingerichtet wurde. Erster Gerichtsherr des Gerichts war Ernst Schaumburg; neben anderen folgte ihm schlussendlich von Dezember 1940 bis Juli 1944 Paul von Hase. Der Gerichtsherr galt als „Träger der Gerichtsbarkeit“, der die einzelnen Fälle den verschiedenen richterlichen Militärjustizbeamten (Richtern) zur Ermittlung, Anklage oder Verteidigung zuwies. Gerichtsherren konnten das vom zuständigen Ermittlungsrichter erstellte Rechtsgutachten bestätigen oder abändern, außer etwa bei Todesurteile oder Offizieren; hier waren Änderungsbegehren nach oben weiterzureichen.
Mit 11. April 1944 wurde das Zentralgericht des Heeres per Erlass eingerichtet, wesentliche Kompetenzen des Gerichts der Wehrmachtskommandantur Berlin gingen an das neue Gericht über. Gerichtsherr von Hase war sodann für beide Gerichte zuständig, die parallel arbeiteten.

## Aufgaben und Zuständigkeit
Das Gericht der Wehrmachtskommandantur Berlin war (mit einigen besonderen Bestimmungen, Ausnahmen und erlassmäßigen Änderungen) zum Stichtag 1. Januar 1943 zuständig für
- alle Soldaten der Wehrmachtskommandantur Berlin[5] sowie
- alle im Ersatzheer anfallenden Fälle von
  - Wehrkraftzersetzung (§ 5 Abs. 1 Nr. 1 KSSVO) mit Ausnahme von Selbstverstümmelung,[6]
  - Verstößen gegen das Heimtückegesetz,[7]
  - politischen Strafsachen Korruption von besonderer Bedeutung,[8]
  - Strafsachen gegen „widernatürliche Unzucht“ (damit vor allem Homosexualität)[9]
- alle Fahnenflüchtigen, die nach drei Monaten Fahndung nicht gestellt wurden.[10]

Mit 11. April 1944 fielen folgende Zuständigkeiten dem Zentralgericht des Heeres zu:
- Politische Strafsachen,
- Strafsachen gegen widernatürliche Unzucht,
- Korruptionsfälle von besonderer Bedeutung,
- Fahndungssachen,
- durch besondere Anordnung zugewiesene Sachen und
- Entscheidungen über Wiederaufnahme von Verfahren.

Durch die Zuständigkeit für Verfahren wegen Wehrkraftzersetzung landeten eine große Anzahl Verfahren mit im weiteren Sinne politischem Inhalt beim Gericht der Wehrmachtskommandantur Berlin. Die Verfolgung von wehrkraftzersetzenden Bemerkungen und Handlungen stellte ein Kernanliegen der Wehrmachtjustiz dar, was etwa folgendes Zitat aus einem Rechtskommentar aus 1940 ausdrückt:

„Wenn heute beispielsweise Straftaten in mannszuchtgefährdender Häufung auftreten würden, wie es während des [Ersten, Anm.] Weltkrieges in allen Armeen vorgekommen ist, so wäre es möglich, in jedem Einzelfall ohne Rücksicht auf den sonst maßgebenden Strafsatz bis zur Todesstrafe zu gehen (§ 5 KSSVO).“

## Größe und Standorte
Das Gericht der Wehrmachtskommandantur Berlin war das größte Gericht der Wehrmacht. Es hatte mindestens eine Außenstelle in Wien. Teilweise versahen insgesamt mehr als 100 Richter an den zwei Standorten des Gerichts ihren Dienst. Relevantester Gerichtsherr des Gerichts war Paul von Hase. Die Außenstelle Wien wurde direkt nach dem „Anschluss“ Österreichs 1938 eingerichtet und bestand bis 1945.
Es gilt als gesichert, dass das Gericht rund 46.000 Verfahren geführt hat. Über die Qualität der Urteile und die Spruchpraxis sind ob der schlechten Aktenlage keine generalisierten Zahlen bekannt. Auch über die Anzahl der Todesurteile lassen sich nur vorsichtige Hochrechnungen anstellen: Es ist für dieses Gericht – durch statistische Berechnung – von mehreren Hundert Todesurteilen auszugehen.
Als Berliner Standort des Gerichts tauchen in der Literatur und den Primärquellen verschiedene Adressen auf, darunter ein Standort in der Lehrter Straße 58, aber auch Am Weidendamm 2 und in der Witzlebenstraße 4–10. Für die Außenstelle Wien sind Standorte am Franz-Josefs-Kai 7–9 und in der Hohenstaufengasse 3, beide im 1. Bezirk, belegbar.
Zur Erfüllung dieser Aufgaben bestanden auf der rechtsprechenden Ebene verschiedene Dezernate (I bis mindestens XII), dazu die Fahndungsstellen für den aufwändigen Bereich der Fahndung nach Flüchtigen. Fahndungsstellen befanden sich zumindest in Gera, Danzig, Wien und Straßburg.